# Veerooster

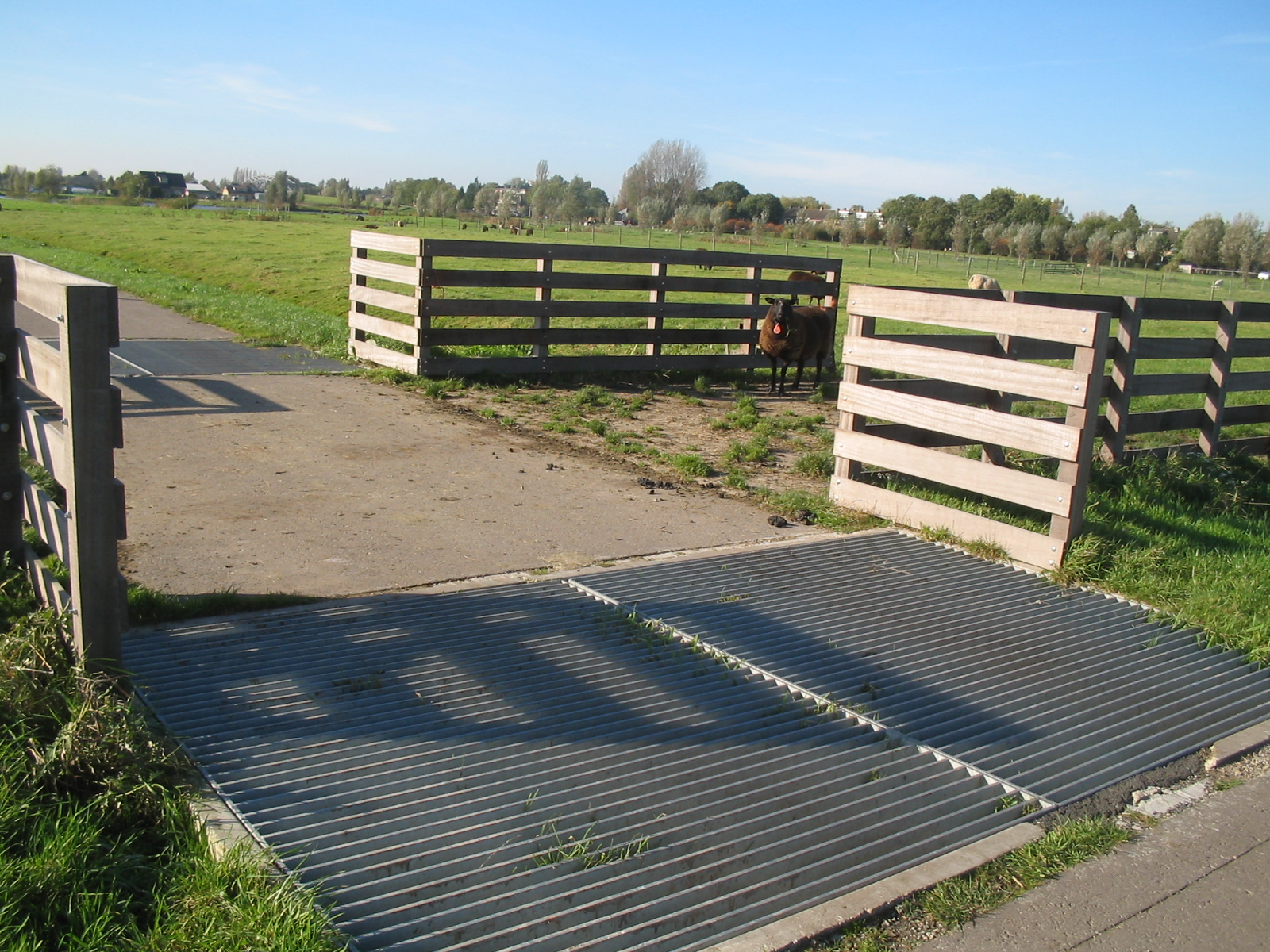
Veerooster op een fietspad

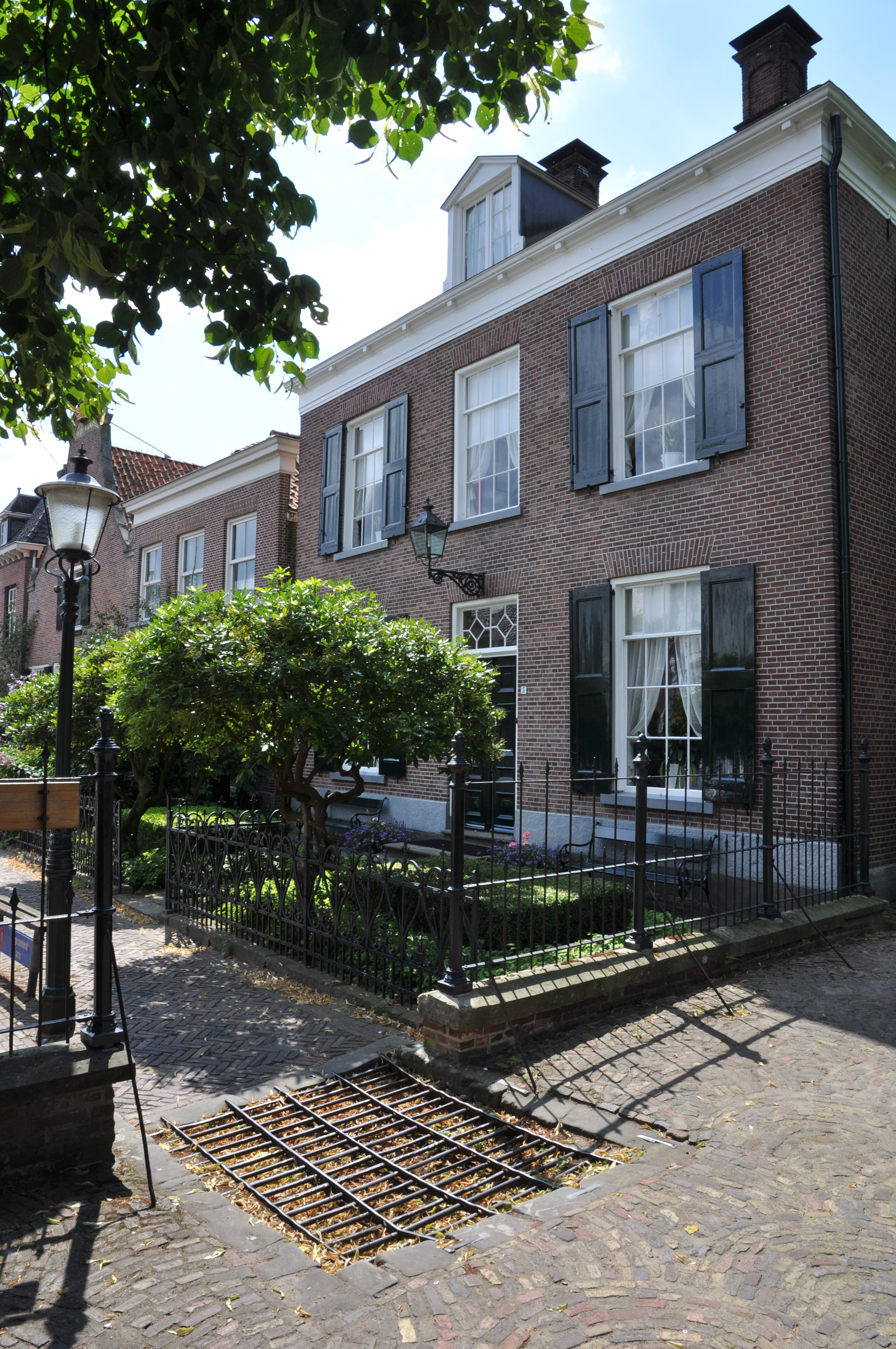
Duivelsrooster bij de Oude Blasiuskerk in Delden

Een veerooster of wildrooster is een infrastructurele voorziening die is aangebracht in het wegdek om te voorkomen dat dieren een gebied binnenkomen of verlaten.
Vee- en wildroosters bestaan uit ijzeren spijlen. De spijlen van wildroosters liggen op kleinere afstand tot elkaar dan de spijlen van veeroosters.

## Werking
De meeste dieren komen niet graag op een rooster, doordat enerzijds hun hoeven tussen de spijlen of anderzijds de spijlen tussen hun gespleten hoeven kunnen schieten. (Zie evenhoevigen). Het gebeurt echter dat dieren het toch proberen, vast komen te zitten, of het lukt er toch overheen te komen, of er door schrikreactie in terecht komen. Het is dus niet gegarandeerd doeltreffend.
Bij een rooster staat meestal een waarschuwingsbord, maar veel weggebruikers hebben nauwelijks hinder bij het passeren van een vee- of wildrooster. Wel kan een rooster een hinderlijk of onneembaarobstakel of gevaar zijn voor honden en voertuigen met kleine wielen zoals (kinder)fietsen, rolstoelen en skeelers. Hiervoor wordt dan soms een zijdelingse passage via een klaphekje of koepoortje aangebracht, maar gebruikers van een scootmobiel of rolstoel kunnen daar niet zelfstandig doorheen. Maar er bestaan speciale platen die op de roosters gemonteerd kunnen worden. Dat kan seizoensgebonden zijn, maar ook permanent.

## Gevaar
Vee- en wildroosters kunnen gevaarlijk zijn voor mensen en grote en kleine dieren, zo blijkt uit veel ongevallen. Ze zijn dan ook niet onomstreden. Soms moet de brandweer de stangen doorzagen en uitbuigen om een paard te bevrijden. Diverse paarden, minstens één koe en ook mensen raakten licht of zwaargewond omdat ze klem kwamen te zitten of op het rooster vielen. De reddingsoperatie duurt vaak uren, vergt veel hulpverleners, en de locatie is vaak slecht bereikbaar.
In Nederland zijn ten minste twee paarden overleden als gevolg van een dergelijk ongeval, en in België minstens een.
Ook in andere landen zijn er ongelukken mee gebeurd. Bijvoorbeeld in Oostenrijk begon een eenzame wandelaar die vast zat in een veerooster te jodelen om de aandacht te trekken. Twee fietsers kwamen er op af, maar die konden ook niet helpen. Uiteindelijk waren 15 brandweerlieden 20 minuten bezig om hem te bevrijden. Ook hier werd het rooster doorgezaagd en uitgebogen.
Een bericht uit Duitsland meld dat in de bak onder de roosters vaak levende en dode dieren worden gevonden die er niet meer uit konden komen. Daar staat ook dat in het Verenigd Koninkrijk paarden in dergelijke roosters hun benen hebben gebroken. Een Britse vrouw heeft 10.000 £ schadevergoeding gekregen nadat ze ernstig ten val kwam op een rooster.
Er zijn diverse berichten uit Engelstalige landen. In Australië klaagde een automobilist de staat aan en eiste 1,2 miljoen dollar nadat zijn auto stuiterde op een veerooster waardoor hij rugletsel opliep.
In Ierland kreeg een fietser
113.000€ schadevergoeding.

## Duivelsrooster
Toen er nog kerkhoven om de kerken waren, werden varkensroosters vaak aangebracht bij het toegangshek om de varkens buiten het kerkterrein te houden en te voorkomen dat zij in de graven gingen wroeten. Men sprak ook wel van een duivelsrooster, omdat men ook hoopte de duivel buiten de gewijde ruimte van de kerk en het kerkhof te houden. De Oude Blasiuskerk in Delden heeft nog zo'n rooster. Deze kerk was tot de Reformatie de RK kerk van Delden, en werd in 1602 door Prins Maurits aan de protestanten toegewezen. Het kerkhof werd tot 1829 als begraafplaats gebruikt.

## Foto's

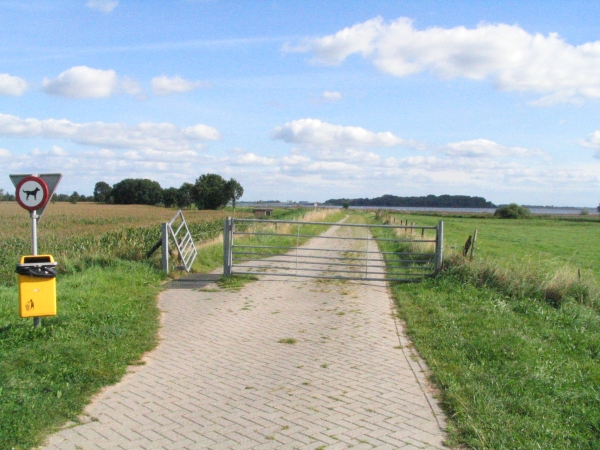
Klein veerooster
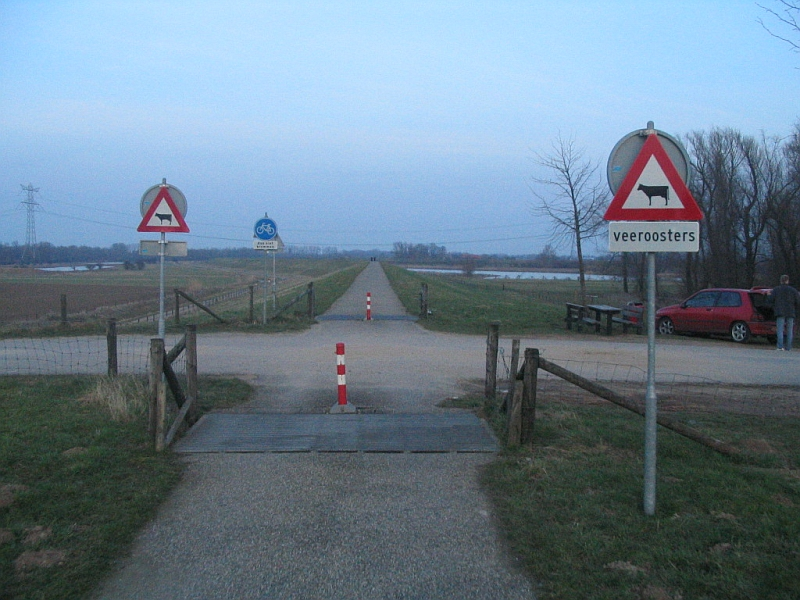
Veerooster met toepasselijke borden
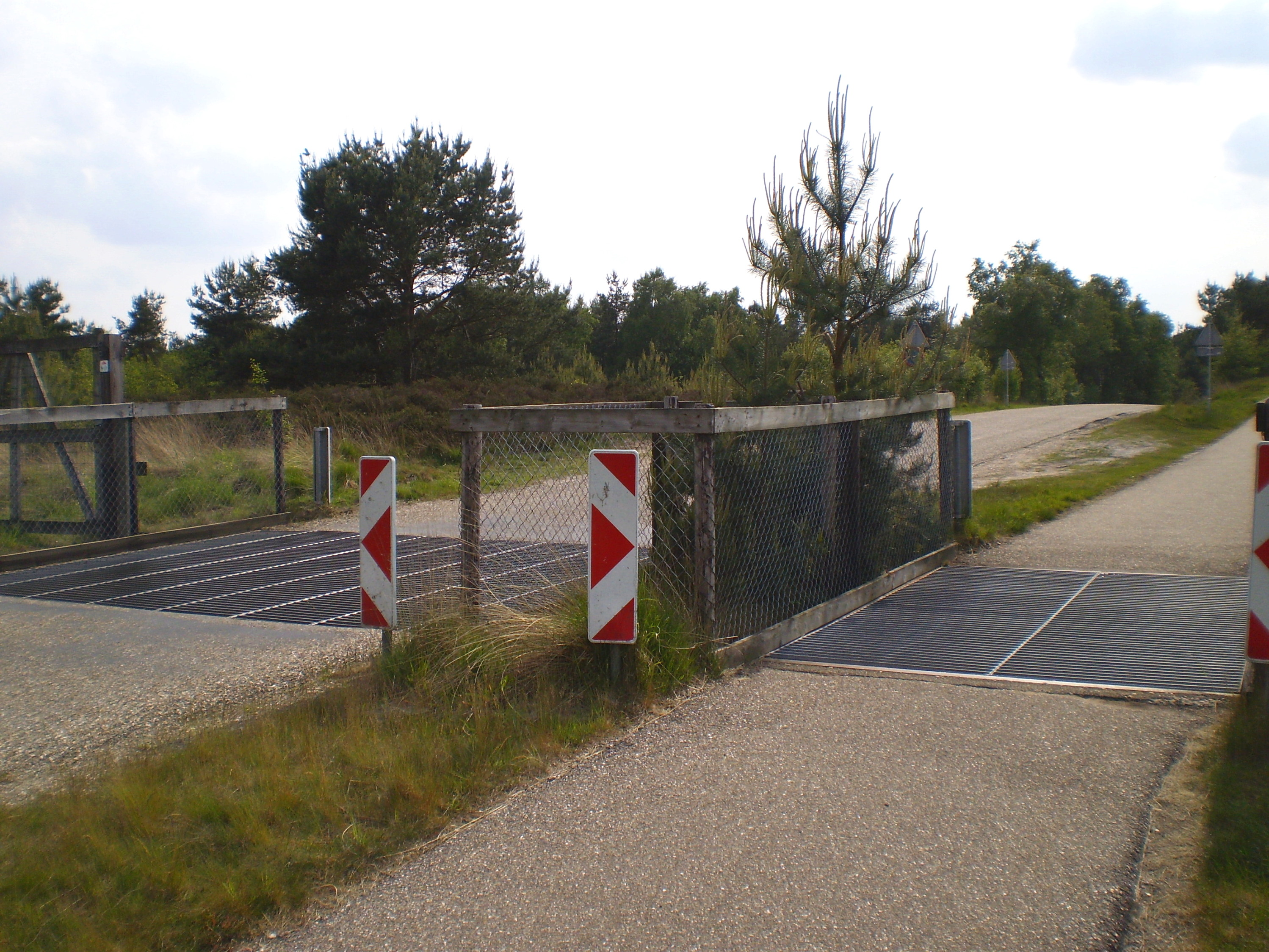
Wildrooster op de Veluwe
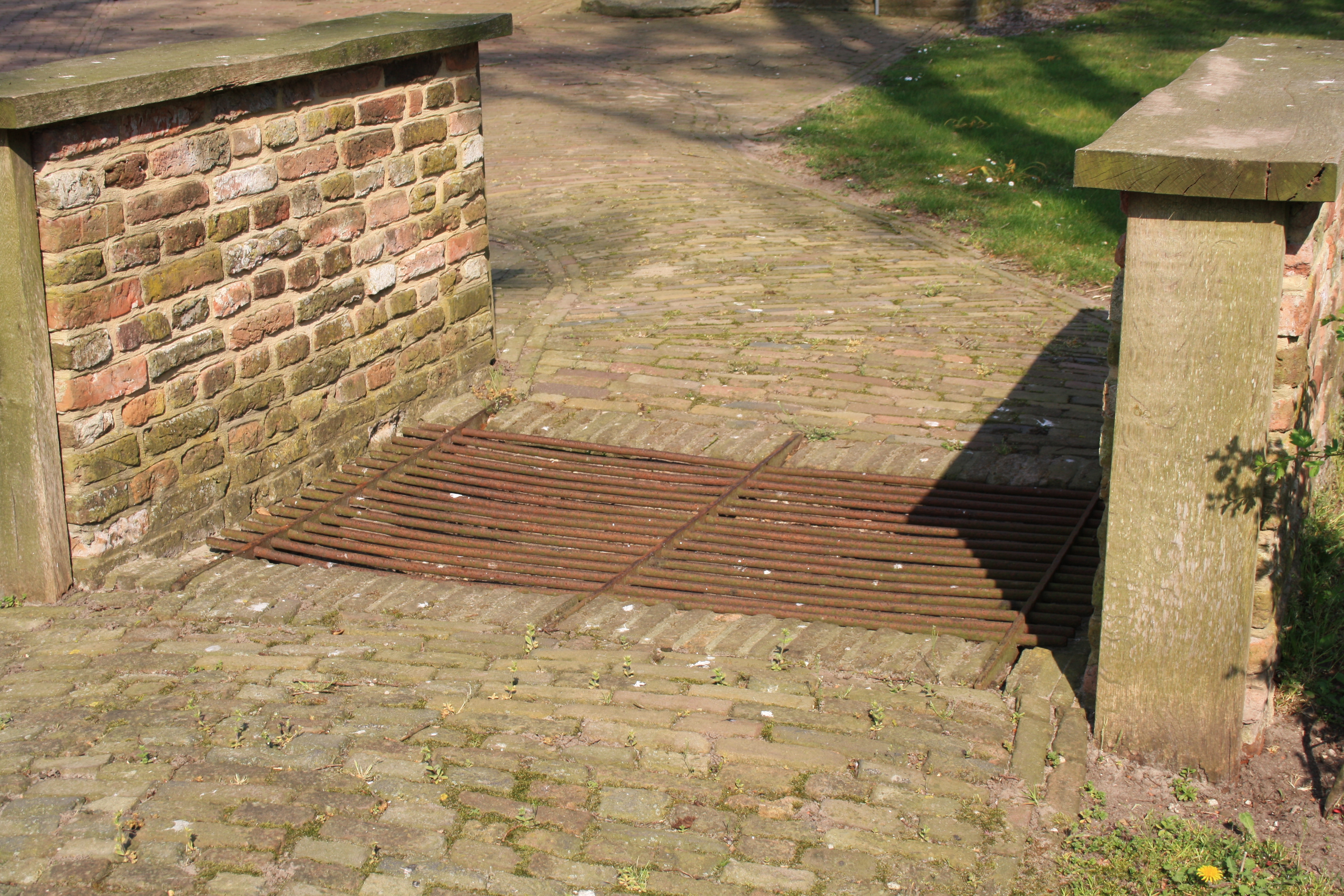
Duivelsrooster bij de NH kerk te Havelte
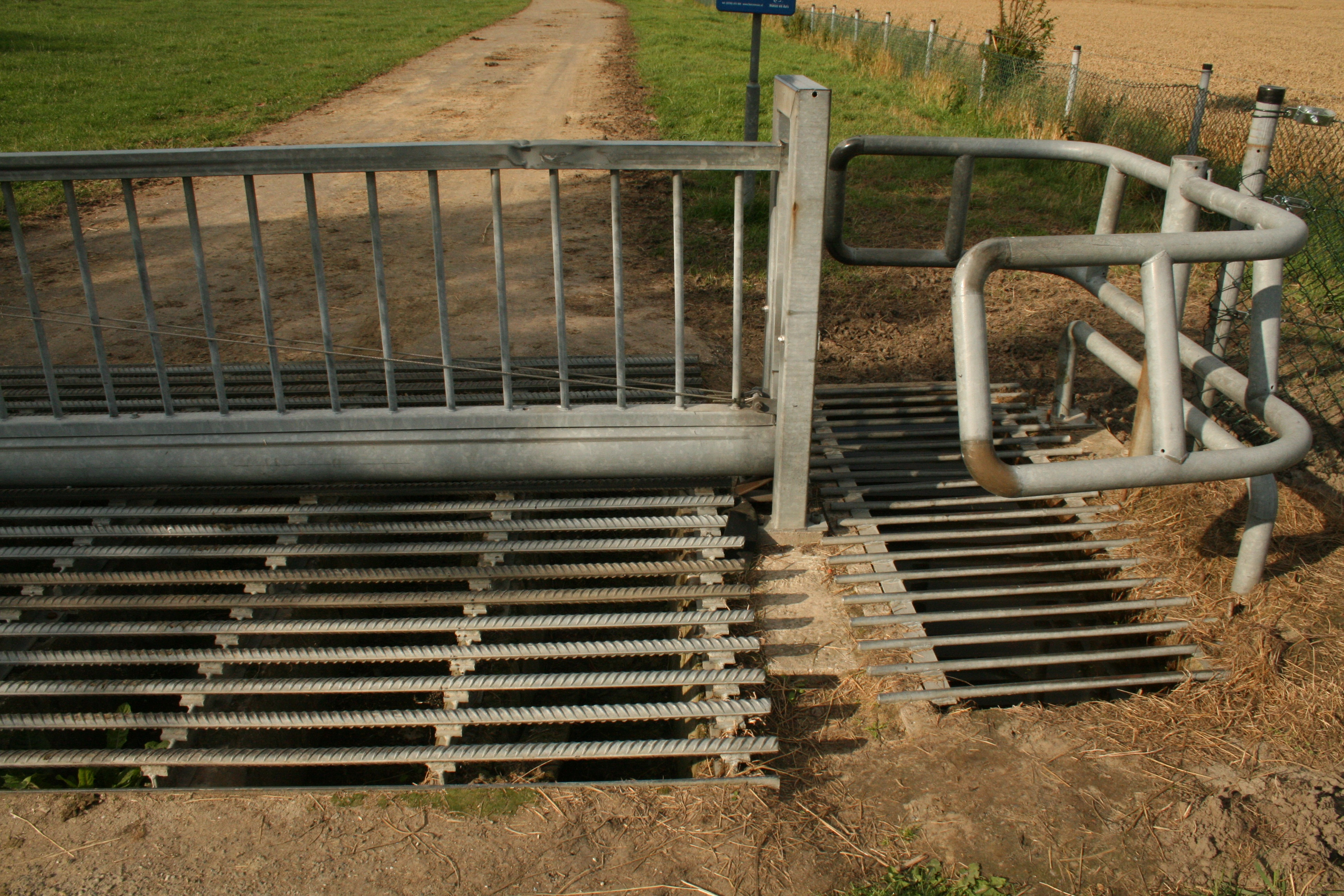
Wildrooster bij Carel Coenraadpolder (Groningen)